# Givotia madagascariensis
Espèce
Classification phylogénétique
Givotia madagascariensis est une espèce de plantes à fleurs de la famille des Euphorbiaceae. C'est un arbre endémique du sud-ouest de Madagascar (ancienne province de Tuléar).